# ウダイ・ザハラーン
ウダイ・ザハラーン（アラビア語: عدي زهران、Udai ZahranまたはOday Zahran、1991年1月29日-）は、ヨルダンのプロサッカー選手。ヨルダン・リーグのアル・ファイサリー・アンマン所属のDF（ライトバック）。サッカーヨルダン代表。名前は「オダイ」とも。日本語ではオデイ・ザハランと表記されることがある。

## 来歴

### クラブ
シャバーブ・アル・オルドゥンでデビュー。AFCカップ2014では得点を記録している。2016年にアル・ファイサリー・アンマンに移籍。

### 代表
AFC U-19選手権2010出場。
AFC U-22選手権2013出場。
西アジアサッカー選手権2012、同2014出場。

## タイトル
クラブ
- シャバーブ・アル・オルドゥン

ヨルダンリーグ 2012-2013
ヨルダン・スーパーカップ 2013